# Morski Hrabia

Herb Morski Hrabia

Morski Hrabia – polski herb hrabiowski, nadany w Galicji, będący odmianą herbu Topór.

## Opis herbu
Opis zgodnie z klasycznymi regułami blazonowania: 

W polu czerwonym topór srebrny o stylisku brązowym. Nad tarczą korona hrabiowska, nad którą hełm w koronie z klejnotem, w którym topór jak w herbie, wbity w hełm. Labry: czerwone, podbite srebrem.

## Najwcześniejsze wzmianki
Nadany wraz z tytułem hrabiowskim Galicji (hoch- und wohlgeboren, graf) Tadeuszowi Morskiemu w 1783 roku. Podstawą nadania tytułu był patent z 1775 roku. Dnia 7 czerwca 1784 roku tytuł hrabiowski Galicji otrzymał także stryj Tadeusza, Aleksander. Podstawą nadania była godność podkomorzego przemyskiego, wywód przed komisją magnatów, domicyl, złożone homagium oraz zasługi dla domu cesarskiego.

## Herbowni
Jedna rodzina herbownych (herb własny):
- graf Starza a Morsko Morski.